# Fosfide

Een deel van de structuur van Cu3P, waarin de hoge mate van crosslinkende eigenschappen, gebruikelijk bij de fosfides van de overgangsmetalen, duidelijk te zien is.
Cu = oranje, P = purper.

In de chemie is een fosfide een verbinding waarin het {\displaystyle {\ce {P^{3-}}}}-ion, of zijn equivalent, voorkomt. Er is een groot aantal fosfides beschreven. De structuren van deze verbindingen kunnen zeer sterk van elkaar verschillen. Veel fosfides bevatten clusters of ketens van fosfor-atomen met een negatieve lading. Van de meeste minder elektronegatieve elementen zijn fosfides beschreven, met uitzondering van Hg, Pb, Sb, Bi, Te en Po. Sommige fosfides hebben een moleculaire structuur.

## Binaire fosfides
Binaire fosfides bestaan uit fosfor en één ander element. Een voorbeeld van een fosfide uit groep 1 van het periodiek systeem is natriumfosfide, {\displaystyle {\ce {Na3P}}}. Andere belangrijke voorbeelden van deze groep verbindingen zijn aluminiumfosfide, {\displaystyle {\ce {AlP}}}, en calciumfosfide, {\displaystyle {\ce {Ca3P2}}}, die toegepast worden als pesticide. Hierbij wordt gebruik gemaakt van de neiging van deze verbindingen om bij hydrolyse fosfine, {\displaystyle {\ce {PH3}}}, te vormen. magnesiumfosfide, {\displaystyle {\ce {Mg3P2}}}, is ook vochtgevoelig. indiumfosfide, {\displaystyle {\ce {InP}}}, en gallium(III)fosfide, {\displaystyle {\ce {GaP}}} vinden toepassing als semiconductor, vaak in combinatie met de verwante arsenides. Koper(I)fosfide, {\displaystyle {\ce {Cu3P}}} vertoont een voor de fosfides ongebruikelijke stoichiometrie. Deze verbindingen vormen vaste polymere netwerken en zijn  niet oplosbaar. De fosfides van elektropositieve elementen reageren wel met water:

Coordinatie rond Cu in Cu3P. Twee paren koper-atomen zijn eclipsed.

{\displaystyle {\ce {Ca3P2 + 6 H2O -> 3 Ca(OH)2 + 2 PH3}}}

## Polyfosfides
Polyfosfides bevatten directe bindingen tussen fosforatomen: {\displaystyle {\ce {P\ -\ P}}}. De eenvoudigste polyfosfines bevatten het ion {\displaystyle {\ce {P2^{4-}}}}. Meer complexe ionen hebben clusters van het type {\displaystyle {\ce {P11^{3-}}}} of een polymere helix-vorm met als formule {\displaystyle {\ce {(P^{-})_{n}}}}. Het aantal mogelijke structuren is enorm groot. Zo zijn er van kalium naast het verwachte {\displaystyle {\ce {K3P}}} nog 8 verschillende fosfides bekend: {\displaystyle {\ce {K4P3}}}, {\displaystyle {\ce {K5P4}}}, {\displaystyle {\ce {KP}}}, {\displaystyle {\ce {K4P6}}}, {\displaystyle {\ce {K3P7}}}, {\displaystyle {\ce {K3P11}}}, {\displaystyle {\ce {KP_{10.3}}}} en {\displaystyle {\ce {KP15}}}. Van nikkel zijn acht mono- en polyfosfides beschreven: {\displaystyle {\ce {Ni3P}}}, {\displaystyle {\ce {Ni5P2}}}, {\displaystyle {\ce {Ni12P5}}}, {\displaystyle {\ce {Ni2P}}}, {\displaystyle {\ce {Ni5P4}}}, {\displaystyle {\ce {NiP}}}, {\displaystyle {\ce {NiP2}}} en {\displaystyle {\ce {NiP3}}}.
Twee polyfosfideionen, {\displaystyle {\ce {P3^{4-}}}}, dat voorkomt in {\displaystyle {\ce {K4P3}}}, en {\displaystyle {\ce {P4^{5-}}}} in {\displaystyle {\ce {K5P4}}}, zijn radicaal-anionen: met een oneven aantal valentie-elektronen, waardoor de verbindingen waarin ze optreden paramagnetisch zijn.

## Synthese van fosfides en polyfosfides
Er bestaan verscheidene syntheseroutes naar fosfides en polyfosfides. Een gebruikelijk manier is het verhitten van het metaal met rode fosfor in een inerte atmosfeer of vacuüm. In principe kunnen alle metaalfosfides en polyfosfides gesynthetiseerd worden door elementaire fosfor en het respectievelijke metaal in stoichiometrische hoeveelheden te laten reageren. De synthese kent echter een aantal problemen. De exotherme reacties hebben vaak een explosief verloop door lokale oververhitting. Geoxideerd metaal, of zelfs een dun laagje oxide op het oppervlak van het metaal, leiden tot te hoge temperaturen voor de fosforering kan beginnen. De nikkelfosfides {\displaystyle {\ce {Ni2P}}} en {\displaystyle {\ce {Ni12P5}}}zijn in hydrothermale reacties in zuivere, kristallijne vorm verkregen. De verbindingen ontstonden in een vaste stof-vloeistofreactie tussen {\displaystyle {\ce {NiCl2.12H2O}}} en rode fosfor bij 200 °C en respectievelijk 24 en 48 uur.
Metaalfosfides kunnen ook bereid worden via de reactie van tris(trimethylsilyl)fosfine met metaalhalides (meestal het chloride). Hierbij ontwijkt het chloride als het vluchtige trimethylsilylchloride.

Structuur van een terminaal fosfidocomplexes van Mo.

{\displaystyle {\ce {K2P16}}} is verkregen uit rode fosfor en kaliumethoxide.
Het Zintl cluster, {\displaystyle {\ce {P7^{3-}}}}, wordt met diverse alkalimetalen verkregen.

## Moleculaire fosfides
Verbindingen met een drievoudige band tussen fosfor en een metaal zijn zeldzaam. De voornaamste voorbeelden hebben de structuur {\displaystyle {\ce {Mo(P)(NR2)3}}}, waarbij R een (ruimtelijk) grote organische substituent is.

## Organische fosfides
Er zijn veel organofosfides beschreven met de algemene formule {\displaystyle {\ce {R2PM}}}, waarin R een organische substituent is en M een metaal. Een voorbeeld is lithiumdifenylfosfide.

## Natuurlijk voorkomen
Het mineraal schreibersiet, {\displaystyle {\ce {(Fe,Ni)3P}}} wordt aangetroffen in sommige meteorieten.